# Javi Muñoz Arévalo
Javier Muñoz Arévalo (Sevilla, 27 de enero de 1982) es un futbolista español. Juega como portero en el Europa F. C. de la Primera División de Gibraltar.

## Clubes
| Club                  | País      | Año       |
| --------------------- | --------- | --------- |
| Sevilla Atlético Club | España    | 2003-2004 |
| Málaga C. F. B        | España    | 2004-2006 |
| Rayo Vallecano        | España    | 2006-2007 |
| U. D. Vecindario      | España    | 2007-2008 |
| C. D. Lugo            | España    | 2008-2009 |
| C. F. Atlético Ciudad | España    | 2009-2010 |
| U. D. Los Palacios    | España    | 2010-2011 |
| C. F. Villanovense    | España    | 2011-2013 |
| UCAM Murcia C. F.     | España    | 2013-2014 |
| U. D. San Pedro       | España    | 2014-2015 |
| Europa F. C.          | Gibraltar | 2015-     |